# 第開特 (印第安納州)
第開特（英語：Decatur）是一個位於美國印第安納州亞當斯縣的城市。根據2010年美國人口普查，該地人口為9,405人，而該地的面積約為15.63平方千米。同時該地也是亞當斯縣的縣治。

## 地理
第開特的座標為40°49′46″N 84°55′45″W / 40.82944°N 84.92917°W，而該地的平均海拔高度為244米（即801英尺）。